# Edmundas Kibirkštis
Edmundas Kibirkštis (*  2. Januar 1947 in Grūtas, Wolost Varėna, jetzt Gemeinde Druskininkai) ist ein litauischer Ingenieurwissenschaftler.

## Leben
Nach dem Abitur an der Mittelschule absolvierte Kibirkštis 1970 das Diplomstudium am Kauno politechnikos institutas (KPI) in Kaunas. Am 20. Juni 1980 promovierte er zum Thema "Autovirpesių tipo pneumatinių vibrosužadintuvų sukūrimas ir ištyrimas". Am 30. Juni 1993 habilitierte er in Technologie zum Thema "Daugiafunkcinių pneumatinių keitiklių, dirbančių autovirpesių režime, sukūrimas ir ištyrimas. Teorija ir taikymas".
Von 1971 bis 1981 arbeitete er am Labor des Forschungszentrumssektors „Vibrotechnika“ und ab 1981 lehrte am KPI, ab 1990 an der Kauno technologijos universitetas. Ab 1985 war er Leiter des Mechaniklabors, von 1994 bis 1995 Leiter des Lehrstuhls für angewandte Mechanik. Seit 1994 ist er  Professor.

## Bibliografie
- Daugiafunkciniai pneumatiniai vibrokeitikliai. Teorija ir taikymas, E-Version, 2001 (englisch)